# Sebastiano Mocenigo
Alvise III Sebastiano Mocenigo (Wenecja, 29 sierpnia 1662 – Wenecja, 21 maja 1732) – doża Wenecji.
Trzeci doża o imieniu Alvise Mocenigo, przez historyków często zwany dla odróżnienia po prostu; Sebastiano Mocenigo. 
Dyplomacji i polityki uczył go dawny doża Francesco Morosini. Razem walczyli w latach 1684 - 1690 na Morzu Śródziemnym, podobnie w latach 1693 - 1694.
W roku 1718 Sebastiano Mocenigo był jednym ze zwolenników pokoju z Turcją. Udało mu się jednak potem też dokonać pewnych korzystnych dla Republiki korekty granic w roku 1721. Dlatego granice turecko-wenecką w Dalmacji zwano: Linea Mocenigo.
Jako doża Wenecji od roku 1722 kontynuował politykę neutralności i próbował uzdrowić gospodarkę kraju. W 1729 roku zwodowano nową galerę doży Bucentaura. Z jego rozkazu wybrukowano plac św. Marka.